# Leptorhynchos scaber
Leptorhynchos scaber là một loài thực vật có hoa trong họ Cúc. Loài này được (Benth.) Haegi mô tả khoa học đầu tiên năm 1986.